# Jüdischer Friedhof (Denting)

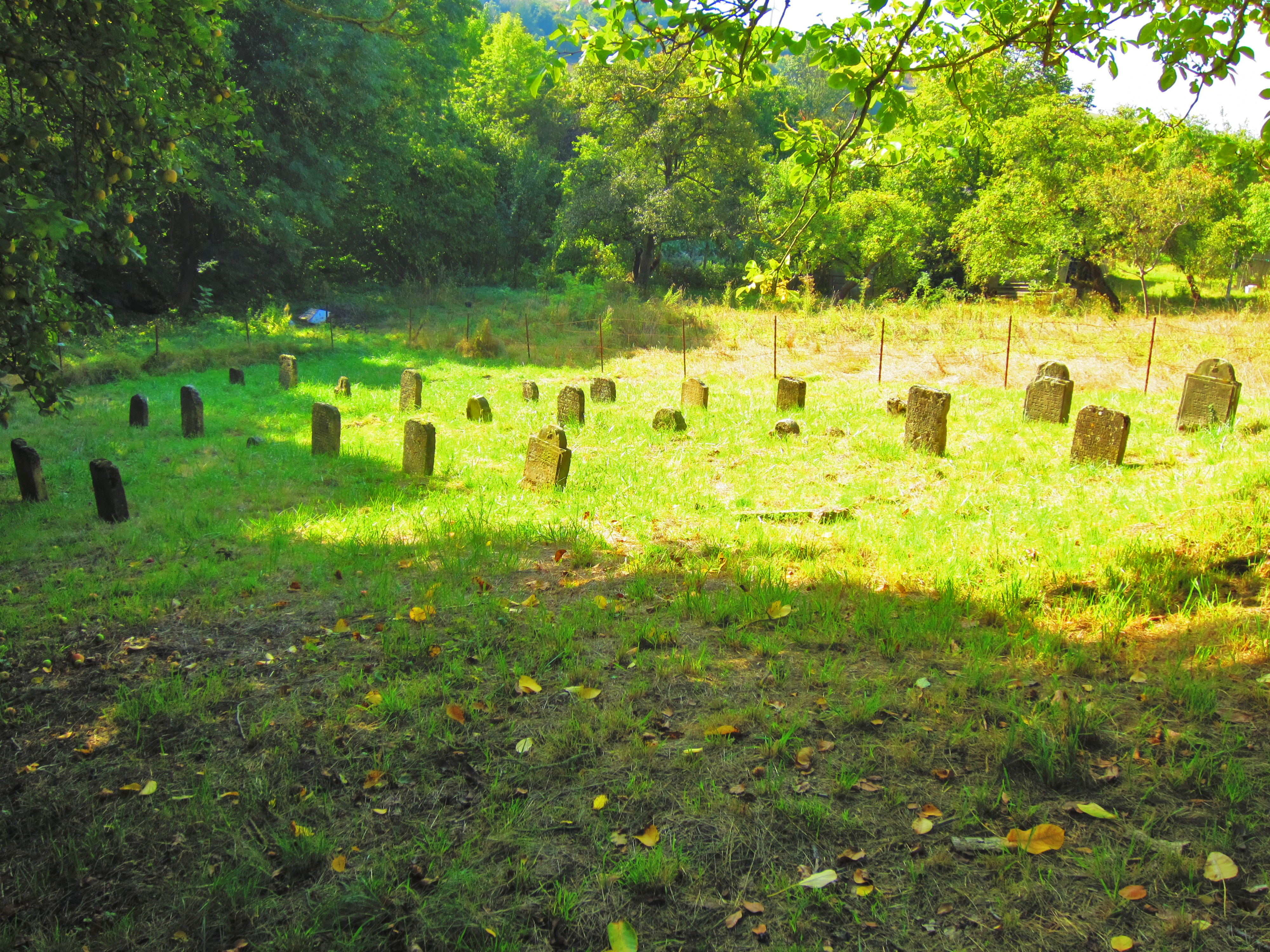
Jüdischer Friedhof in Denting

Der Jüdische Friedhof in Denting, einer französischen Gemeinde im Département Moselle in der historischen Region Lothringen, wurde vor 1789 angelegt. 
Der jüdische Friedhof befindet sich in der Rue Principale. Auf dem Friedhof sind noch zahlreiche Grabsteine (Mazevot) erhalten.